# Pholcus djelalabad
Pholcus djelalabad là một loài nhện trong họ Pholcidae. Loài này được phát hiện ở Afghanistan.